# Blepharipoda occidentalis
Blepharipoda occidentalis is een tienpotigensoort uit de familie van de Blepharipodidae. De wetenschappelijke naam van de soort is voor het eerst geldig gepubliceerd in 1840 door Randall.